# Рейнхильские состязания
Рейнхильские состязания (англ. Rainhill Trials; также известны как Рейнхильские скачки, Рейнхильские испытания, Паровозные гонки и т. п.) — соревнования паровозов, проведённые в октябре 1829 года в городе Рейнхилл (графство Мерсисайд). Целью соревнований было выбрать лучший паровоз для эксплуатации на железной дороге Ливерпуль — Манчестер. Сыграли важную роль в истории паровозостроения, так как благодаря им удалось значительно повысить репутацию паровозов в глазах общественности и продемонстрировать целый ряд прогрессивных технических решений.

## Предпосылки к появлению
В 1829 году строительство железной дороги Ливерпуль — Манчестер подходило к концу. По мере приближения стройки к завершению, в компанию стало приходить всё больше идей и патентов о способах тяги поездов по дороге. В основном предлагалось перемещать поезда с помощью различных станционных машин и механизмов, сторонников локомотивов же было совсем немного. Велико было недоверие к паровозам и среди влиятельных инженеров (например Уолкер и Растрик), несмотря на то что паровозы успешно работали на различных промышленных железных дорогах, а также на построенной ранее первой общественной Стоктон-Дарлингтонской железной дороге. Ставилась под сомнение возможность дальнейшего улучшения конструкции паровоза, тогда как улучшать станционные машины ничто не ограничивало. Было даже предложено разделить будущую железную дорогу на два равных участка, из которых один бы обслуживался паровозами, а другой — с помощью канатных тяг станционными паровыми машинами. По мнению инженеров, такое решение позволило бы экспериментально определить практичность и эффективность обоих способов.
В свою очередь Джордж Стефенсон, опытный конструктор паровозов и основной инициатор строительства общественных железных дорог, продолжал активно защищать паровозы и поэтому он просит компанию предоставить ему время, чтобы построить паровоз, который бы смог удовлетворить всем предъявляемым требованиям. При этом Стефенсон допускал, что нужный паровоз мог бы быть построен и другими конструкторами. Тогда один из членов правления, будучи большим любителем конных скачек, предложил устроить соревнования паровозов, тем самым выбрав лучший из паровозов, а заодно устроить рекламу компании и будущей дороге. Стефенсон против такого решения не возражал.

## Условия конкурса
29 апреля 1829 года дирекция Ливерпуль-Манчестерской железной дороги при поддержке ряда инженеров, в том числе и самого Джорджа Стефенсона, опубликовала условия предстоящего конкурса паровозов.
1. Паровоз должен работать от собственного котла, согласно постановлениям железнодорожного акта короля Георга IV.
2. Паровоз при весе в 6 тонн должен быть в состоянии везти на горизонтали поезд весом в 20 тонн, включая и тендер, со скоростью 16 км/ч и при давлении пара в котле не более 50 фунтов на кв. дюйм (3,6 кг/см²).
3. Котёл должен иметь два предохранительных клапана, ни один из которых не должен запираться во время работы машины, и один из них не должен быть доступен машинисту.
4. Машина и котёл должны поддерживаться рессорами и 6 колёсами (3 оси); высота дымовой трубы от головки рельса до её вершины не должна быть более 15 футов (4572 мм).
5. Вес паровоза с водой в котле не должен превышать 6 тонн; но паровоз меньшего веса будет иметь преимущество, если только он будет в состоянии везти пропорциональный вес; если вес паровоза не превосходит 5 тонн, то он должен быть в состоянии везти 15 тонн; если же вес паровоза будет 4,5 тонны или менее, то он может иметь четыре колеса. Общество железной дороги оставляет за собой право подвергнуть котёл, жаровую (дымогарную) трубу, цилиндр и т. п. гидравлическому испытанию давлением не свыше 150 фунтов на кв. дюйм (11 кг/см²), не беря на себя, однако, ответственности за могущие произойти при этом повреждения машины.
6. Паровоз должен иметь ртутный манометр со стрелкой, показывающий давление пара выше 45 фунтов на кв. дюйм (3 кг/см²).
7. Машина должна быть доставлена в Ливерпуль вполне готовой к испытанию не позже 1 октября.
8. Стоимость паровоза не должна превышать 550 фунтов стерлингов, и всякий забракованный паровоз должен быть убран владельцем немедленно.

В свою очередь, общество дороги обязалось снабдить паровоз нужным количеством воды и угля. Расстояние между рельсами составляло 4 фута 8,5 дюймов (1435 мм).
Таким высоким для того времени требованиям не удовлетворял ни один из ранее выпущенных паровозов.

## Ход испытаний
На конкурс были выставлены следующие локомотивы:
- «Ракета» (англ. Rocket) Джорджа Стефенсона;
- «Циклопед» Томаса Шоу Брэндрета[англ.], который, однако, не соответствовал условия конкурса, т.к. не был паровозом;
- «Новелти[англ.]» (англ. Novelty — новинка) Джона Эрикссона и Джона Брейтвейта;
- «Персеверэнс» (англ. Perseverance — настойчивость) Тимоти Бёрстола (англ. Timothy Burstall);
- «Санс Парель[англ.]» (англ. Sans Pareil — несравненный) Тимоти Хэкворта.

6 октября 1829 года при большом стечении народа состоялись гонки.
Первым сошёл с дистанции «Циклопед», приводимый в движение лошадью, идущей по закреплённой на локомотиве бесконечной ленте. Во время испытания лошадь проломила пол локомотива и при этом сильно покалечилась.
Вторым выбыл из соревнований «Персеверэнс». Он был повреждён при транспортировке к месту испытаний. В течение пяти дней автор безуспешно пытался восстановить его, но после ремонта локомотив не смог развить скорость выше 10 миль/ч (16 км/ч) и был отстранён от дальнейших испытаний.
Третьим вышел из борьбы паровоз «Санс Парель». Его вес на 300 фунтов (136 кг) превышал разрешённый и потому допустимость его участия в соревнованиях изначально ставилась под сомнение. После восьми пробных поездок лопнул цилиндр паровой машины «Санс Парель». (Тем не менее, паровоз был закуплен компанией и после замены паровой машины в течение двух лет эксплуатировался.)
Последним конкурентом «Ракеты» был паровоз «Новелти». Имея сверхсовременную конструкцию, он легко развивал удивительную для тех времён скорость 28 миль/ч (~45 км/ч) и стал фаворитом толпы. Но уже в первый день соревнований была повреждена одна из труб котла «Новелти». На следующий день, после ремонта, паровоз продолжил гонку, но по достижении скорости 15 миль/ч (24 км/ч) его котёл окончательно вышел из строя.
«Ракета» стала единственным паровозом, успешно завершившим все испытания. Она показала среднюю скорость 12 миль/ч (~19 км/ч) с грузом 13 тонн. При этом максимальная скорость достигала 30 миль/ч (48 км/ч). Блистательная победа стефенсоновской «Ракеты» сделала её одним из самых знаменитых механизмов в истории техники.